# احتفالات الهيلولا
الهيلولا أو الهيلولة تعتبر أهم الإحتفالات الدينية التي تستقطب افواجا كبيرة من يهود المغرب، سواء منهم المستقرين في بلدهم المغرب، أو خارجه.

## تعريف الهيلولا
هي مناسبة شعبية تخلد لدى لليهود السفرديين على وجه الخصوص لموت أحد الأولياء الصالحين الذي ما تزال بركته تشع وتجلب المنافع الأخلاقية والطبية والبركات، وقد كانت دائما بالنسبة للجماعات اليهودية المغربية منذ القدم لحظات فرح واحتفالية. فلا زالت أضرحة مجموعة من الأولياء اليهود تحظى بعناية خاصة، فتتوجه إليها وفود من اليهود من كل حدب وصوب مرة كل سنة. وتتخذ هذه الإحتفالات طابعا مسرحيا واستعراضيا، كما أكتسبت هذه المناسبة صبغة أسواق ذات صبغة دينية ودنيوية شبيهة بعادات الموسم عند المجتمع الإسلامي. وتقع مجريات الزيارة في مدفن الربي أو الولي، عموما بعد نذر نذره الزائر، لحدث غير مألوف، أو لمجرد رغبة لزيارة قبر ربي.
يحتفل اليهود ب الهيلولا في البيعة، بينما تجري باقي الإحتفالات في المقبرة خاصة، باعتبار أن هذه الأخيرة لها شأنا دينيا كبير عندهم، ولاقتناع اليهود المغاربة بأن زيارة أوليائهم تحقق لهم منافع كبيرة؛ كالتماس الشفاعة، والتشافي من الأمراض المزمنة أو المستعصية وتحقيق الرغبات والأحلام والآمال، وكذا لتجاوز كثير من آلامهم، حيث يأتي المرضى والعواقر أحيانا، للإقامة في المقبرة بجوار الصالحين والأولياء للتوسل وطلب الشفاء ولقضاء حوائجهم.

## طقوس وشعائر ليلة الهيلولا
تتضمن طقوس الهيلولا والزيارة شعائر خاصة مصحوبة بولائم كبيرة، وبالصلوات وتراتيل المزامير والأطعمة الوفيرة وإفراط في شرب الماحيا والخمر، والرقص والغناء وإشعال نيران الفرح (الشعالة)، وكذا إقامة الحفالات الفلكلورية الشعبية التي تقترب من الهرطقة والتي غالبا ما تدينها الأوساط الربية دون أن تستطيع منهعا أو صدها. كما تكون هذه الحفلات مناسبة للإبداع الأدبي والفني سواء بالعبرية أو اللهجات المحلية.

## التوزيع الجغرافي للمزارات اليهودية
يعتبر المغرب أرض تجمع أكبر عدد من «الأولياء» و«الصالحين» والربيين والأحبار اليهود في العالم؛ حيث أحصت دراسة لبن عمي إسخار وجود 652 وليا، ضمنهم 126 مشتركا بين المسلمين واليهود، و15 وليا مسلما يقدسه اليهود، و90 وليا يهوديا عند المسلمين، ويتنازعون في 36 وليا؛ فكل ينسبه إليه. وتتوزع المزارات والأماكن المقدسة التي يقصدها اليهود المغاربة للإحتفاء والأحتفال والتبرك على كل أنحاء المغرب.
جدول: التوزيع الجغرافي للأماكن المقدسة عند اليهود المغاربة
| المناطق                        | عدد الأولياء |
| الساحل الاطلسي (طنجة – أكادير) | 102          |
| المنطقة الساحلية والاطلس       | 119          |
| المنطقة المتوسطية              | 11           |
| الاطلس المتوسط                 | 21           |
| الاطلس الكبير                  | 214          |
| الشمال الشرقي                  | 28           |
| الجنوب الشرقي                  | 42           |
| الاطلس الصغير وسوس             | 43           |
| درعة - صاغرو                   | 32           |

## أجواء الهيلولا عند اليهود المغاربة في الفترة الحالية
وتعتبر مزارات اليهود بالمغرب محجاً يأتيه اليهود المغاربة من مختلف أصقاع العالم، باعتبار أن لها شأناً دينياً كبيراً عندهم، كما أنها تبرز حالة من السعي لدى اليهودي المغربي للتماهي مع القديسين وتجديد هذا السعي سنويا. وكذا لاقتناع اليهود المغاربة بأن زيارة أوليائهم تحقق لهم منافع كبيرة؛ كالتشافي من الأمراض المزمنة أو المستعصية وتحقيق الرغبات والآمال، ولتجاوز كثير من آلامهم. ورغم تعدد هذه المزارات فإن الطقوس المرافقة لاحتفالات اليهود بالهيلولا تبقى هي نفسها في جميع مناطق المغرب، حيث تتم وفق نفس القوانين والطقوس.
وفيما يتعلق بالأجواء العامة التي تجري فيها إحتفالات الهيلولة الدينية، فإنه بالإضافة إلى الحركية الإقتصادية التي تخلقها هذه الإحتفالات في المناطق التي تستضيف مزارات اليهود، فإن الهيلولة تكون مناسبة أيضا لتجديد اليهود صلاتهم بوطنهم، بحيث يحرص أفراد الطائفة اليهودية في المهجر  بالخصوص على إظهار تشبتهم بهويتهم المغربية، وإبراز تفرد الهوية اليهودية المغربية، وذلك من خلال مواظبتهم على زيارة مقابر «أوليائهم» و«صلحائهم» وأحبارهم في مختلف المدن المغربية، خصوصا أن كثيرا من هؤلاء الزوار اليهود ينتمون إلى الفئات الشابة. كما يحرص المحتفلون بهذه المناسبات على أن تمر تلك المناسبات في أجواء ثقافية مغربية؛ سواء تعلق الأمر بالأطباق المغربية التي ترافق الإحتفال أو الأغاني المغربية، أو من خلال استعانة اليهود في أدعيتم وتبتلاتهم بالدارجة المغربية.  كما انهم لا يفوتون تلك الفرصة للتواصل مع أصحاب القرار البلد، بحيث يحرصون على مشاركة المسؤولين المغاربة من مختلف الرتب والمناصب (العمال، الولاة، رؤساء المجالس العلمية، ممثلي السلطات المحلية المدنية والعسكرية، وكذا المنتخبين...) وحضورهم في الحفلات الدينية التي دأبوا على تنظيمها جنبا إلى جنب مع ممثلي الطائفة اليهودية ورؤساء الأماكن المقدسة في المغرب.

## أبرز المزارات اليهودية في المغرب
- موقع موالين الضاد/الضاد: اسم لموقع اثري، واشتهر الموقع باحتضان مجمع ديني يهودي، ويقع على بعد 56 كلم تقريبا جنوب مدينة سطات المغربية. ويقع الموقع في تراب قبيلة أولاد بوزيري فخدة توامة (الجماعة القروية سيدي محمد بن رحال). ورغم عدم وضوح العلاقة بين هذا الاسم وحرف الهجائي «ضاد» في اللغة العربية، لكنه لقب للحبر اليهودي أبراهام آوريور (Ribbi Abraham Aourirour)، الذي نزح من القدس منذ ما يزيد عن ثلاثة قرون واستقر بالمنطقة، حيث مات ودفن. ولم يكن الموقع في أصله يشتمل على أي مجمع ديني، بل هناك خارج سور موقع الضاد قبر محاط بحوش جعلت منه الطائفة اليهودية قبر أبراهام آوريور. وفي سنة 1915 قامت الجماعة اليهودية ببناء بعض البنايات، ثم توالت أشغال البناء إلى الوقت الحاضر. وفيما يتعلق بالحبر  فإنه ليست هناك معلومات كافية عن سيرته باستثناء قدومه من القدس برفقة حبر آخر هو يحيى الأخضر في إطار جمع المساعدات أو مهمات تبشيرية، وبعد استقراره بالمنطقة ووفاته بها ارتبط اسمه أبراهام باسم نبتة كانت تغطي المقبرة تسمى محليا «أوريورة» وأصبح الاسم الشائع هو «ابراهام أوريور». وقد أكدت الأبحاث التي أجريت في الموقع أن المقبرة كانت لأموات مسلمين.[9]

- ضريح أولياء بن زميرو السبعة (Ouled ben Zmirou) بمدينة آسفي. ينتمون إلى أسرة بنزميرو اليهودية الأندلسية التي هاجرت من غرناطة ضمن من هاجر من المسلمين واليهود. وقد لعب أولاد بنزميرو دورا سياسيا واجتماعيا في الحياة المغربية خلال الإحتلال البرتغالي لأهم ثغور المغرب خصوصا في الفترة بين عام 1498م وعام 1550. كما حظيت الأسرة باحترام كبير من قبل أهالي أسفي والمناطق المجاورة. ورغم اعتقاد الناس بأنهم سبعة إخوة فإن أسماءهم غير معروفة، بل يعتقد أنهم وهبوا أنفسهم للعبادة والقراءة. وتوجد مقابرهم في مقبرة مجاورة لأسوار المدينة. ونسب الناس لهم بركاتهم ومعجزات عدة، كما يستقطبون زوار من اليهود والمسلمين على السواء طلبا لشفاء المرضى وطلبا لخصوبة النساء. أما معنى كلمة بنزميرو فيرجح أن تكون مشتقة من الكلمة العبرية-العربية «زمر» ومن العبرية «زمرة» التي تفيد الغناء والشدو. يشار إلى ان الأسرة قبل أن تلجأ إلى المغرب لجأت إلى البرتغال تحت قيادة شيخها إبراهيم بنزميرو الربي الطبيب، فلقي الترحاب لدى ملك البرتغال. وبعد سنوات قليلة توجهت الأسرة إلى المغرب، فاستقر بعض أفرادها بالعرائش التي كانت خاضعة للبرتغال سنة 1471، ونزل اثنان منهم رفقة أبنائهما في أزمور، وهما إسماعيل وإسحاق، أخوا إبراهيم، هذا الأخير نزل رفقة أخيه موسى وابنه يعقوب بآسفي وذلك عام 1499.[10]

- ضريح الربي عمران بن ديوان (Ribbi Aamrane Ben Diwane) بنواحي مدينة وزان، المسمى بـ«الصديق» بقرية أسجن. وعمران بن ديوان عالم يهودي مغربي الأصل، ولد في مدينة الخليل بفلسطين، وتوفي في وزان عام 1782م، رحل إلى فاس وأقام بها، ثم صفرو وتازة، وقبره يقع على بعد بضعة كلمترات من المقبرة اليهودية المسماة (أسجن) تحت جدار «كركور» من الحجر. ويشكل قبره إحدى المزارات الشهيرة التي تستقطب اليهود فيحجون إليه من كل حدب وصوب، خصوصا بمناسبة هيلولة الذي يقام خلال شهر مايو من كل سنة. وتنسب إلى هذا الربي عدد من الكرامات.
- ضريح الحاخام حاييم بنطو ('Hayim Pinto) بمدينة الصويرة، وذلك خلال شهر شتنبر من كل سنة. والحاخام حاييم بينطو من أعلام أسرة بينطو اليهودية المغربية الشهيرة، وهي أسرة يهودية من أصل أندلسي، وينتشر أفرادها بكثرة في مدن طنجة ومراكش والصويرة والدار البيضاء، وكذلك في بعض البلدان الأجنبية كهولاندا وأمريكا الشمالية وأمريكا الجنوبية. كان ربّيا أكبر بالصويرة، وكان قباليا (صوفيا)، ينسب اليه جمهور اليهود المغاربة «كرامات» و«بركات» كثيرة، وما زال قبره محط عناية بالمقبرة اليهودية القديمة بالصويرة، يحج اليه اليهود أفواجا مرة في السنة، وقد توفي سنة 1844م أو 1845م.
- ضريح الربي إسحاق بنواليد (Ribbi Yits'haq Ben Walid) في مدينة تطوان، الملقب ب«العادل»، وهو من الربيين الكبار ليهود مدينة تطوان، وهو حفيد اليهود الذين هاجروا من الأندلس، والده الربي «شيم طوب بنواليد»، له مؤلف بعنوان (وإيمير إسحاق) في الفقه اليهودي يعتمده القضاة اليهود بالمغرب. توفي عام 1870م.
- ضريح إسحاق أبي حصيرة (أو بوحصيرة) (Ribbi Yits'haq Abou'hatsér) في منطقة الكرامة (8 كلم عن مدينة ميدلت)، وهو من أسرة بوحصيرة اليهودية بتافيلالت. وكنية بوحصيرة كنية يهودية معروفة خاصة بمنطقة تافيلالت بالجنوب الشرقي للمغرب، وقد حملها العديد من الربيين خلال القرنين التاسع عشر والعشرين.
- ضريح الحاخام هاكوهين داود بنباروخ (David HaCohen ben Baroukh) بجماعة تينزرت، وبالمنطقة المعروفة ب«أغزو نباهمو»، بجماعة تنزرت نواحي مدينة تارودانت المغربية. والحاخام هاكوهين داود بنباروخ  ربّي قبالي (صوفي) يهودي، عاش خلال القرن 18م.
- ضريح الحاخام إسحاق كوهين ((Ribbi Yits'haq Cohen بمدينة قلعة السراغنة المغربية، والذي كان من أحبار اليهود عاش ودفن بالمدينة.
- ضريح الربي أبراهام وزانا (Ribbi Avraham Ouazana) في منطقة سكورة بنواحي مدينة ورزازات المغربية (16 كلم عن مدينة ورزازات).
- ضريح الربي نسيم بن نسيم (Ribbi Nassim Ben Nassim) في قرية آيت بيوض بإقليم الصويرة (60 كلم عن مدينة الصويرة).